# ATP Монтевидео
ATP Монтевидео (на английски: Grand Prix de Tennis de Toulouse) е турнир по тенис за мъже, провеждан в Монтевидео, Уругвай.

## Финали

### Сингъл
| Година | Шампион            | Финалист           | Резултат     |
| ------ | ------------------ | ------------------ | ------------ |
| 1995   | Бохдан Улихрах     | Алберто Берасатеги | 6 – 2, 6 – 3 |
| 1994   | Алберто Берасатеги | Франсиско Клавет   | 6 – 4, 6 – 0 |